# Лоялтън (град, Калифорния)
Лоялтън (на английски: Loyalton) е град в окръг Сиера, щата Калифорния, САЩ. Лоялтън е с население от 706 жители (по приблизителна оценка от 2017 г.) и обща площ от 0,9 km². Намира се на 1509 m надморска височина. ЗИП кодовете му са 96118, а телефонният му код е 530.